# Taki d-Dín al-Makrízi
Taki d-Dín Abu l-Abbász Ahmad ibn Ali al-Makrízi (arab betűkkel تقي الدين أبو العباس أحمد بن علي المقريزي – Taqī d-Dīn Abū l-ʿAbbās Aḥmad ibn ʿAlī al-Maqrīzī; Kairó, 1363/1364 k. – Kairó, 1442 január/február) középkori arab földrajzi és történetíró, prédikátor és hadísztudós volt.

## Élete
Jómódú, apai ágon baalbeki származású vallás- és jogtudóscsalád sarja volt, amelynek eredete – bár ezt egyik művében sem hangoztatta – minden jel szerint az Egyiptomot 969–1171 között uraló fátimida dinasztiáig, rajtuk keresztül pedig Ali ibn Abi Tálibig ment vissza. (Feltehetően ennek tudható be, hogy a korban eretneknek tartott iszmáilita síita családot időnként meglepően hízelgő fényben tünteti fel.) Apai nagyapja, Ahmad költözött Baalebekből Damaszkuszba, ahol a hanbalita vallásjogi iskola (madzhab) híveként elismert hadísztudós lett. Az ő fia, az 1378-ban elhunyt Ali szintén hanbalita jogtudós lett, és Damaszkuszból Kairóba költözve kisebb bírói pozíciókat töltött be. Al-Makrízira ennek ellenére leginkább anyai nagyapja, a számos tudományterületet művelő, hanafita irányzathoz tartozó Samsz ad-Dín Ibn asz-Száig al-Hanafi (†1375) volt hatással: gyermekkora nagy részét nála töltötte, és ő biztosította számára az alapvető oktatást.
Ahogy idősebbé vált, tanulmányok folytatása céljából Damaszkuszba és Mekkába utazott. Élete végén azt állította, hogy 600-nál is több tanítómestere volt; a név szerint is ismert tanítói között a kor kiváló tudósai is helyet kaptak, köztük a történész Ibn Haldún, akit rendszeresen felkeresett, miután Kairóba települt. 1384-ben úgy döntött, hogy mindkét családi hagyománnyal szakítva a sáfiita jogi iskola (madzhab) tanítása mellett köteleződik el, bár nagyon valószínű, hogy leginkább a marginális, a Korán és hadíszok szó szerinti értelmezéséért síkra szálló záhirita iskola nézeteivel szimpatizált. (Talán ennek tudható be, hogy különös ellenszenvvel viseltetett az analógiás értelmezést támogató hanafitákkal szemben.) 
1378-ban elhunyt apjához hasonlóan állami szolgálatba lépett, és élete során számos kisebb-nagyobb hivatalt töltött be: volt tanúsítványíró, kádihelyettes, három ízben muhtaszib, valamint különféle mecsetekben és madraszákban prédikátor, tanár és imám. 1408-tól kezdve Damaszkuszban tevékenykedett körülbelül tíz éven át, itt is tanított, illetve különböző iskolák és a kórház pénzügyi igazgatását látta el. An-Nászir Faradzs szultán (1405–1412) még a város sáfiita főkádijának hivatalát is felajánlotta neki, ám a több alkalommal megismételt felkérést elutasította. Szíriából hazatérve, a nagypolitika véres intrikáitól megundorodva, visszavonult a közélettől és a történetírásnak szentelte életét. Szülőházában élt és dolgozott, aszketikus módon, egyre magányosabban: szerettei sorra elhunytak, közben több kortársával - köztük az őt udvarból eltávolító al-Muajjad Sajh szultán által kegyelt al-Ajnival, vagy Ibn Tagríbirdivel és Ibn Hadzsar al-Aszkalánival – személyes és szakmai konfliktusai voltak.
Több mekka zarándoklatot és látogatást követően szülőházában hunyt el, majdnem húsz évvel túlélve utolsó gyermekének halálát is. Dísztelen sírba temették, a Kairótól északra fekvő, szúfik Bajbarsz-temetőben.

## Munkássága
Legnagyobb és legismertebb munkája az „Intelmek és példázatok – a települések és maradványok felsorolásáról” (al-Maváiz va l-itibár fi dzikr al-hitat va l-ászár), röviden Hitat. Ebben Egyiptom nagyvárosai – Kairó, Fusztát és Alexandria – topográfiája mellett a tartomány történetét is összefoglalja az ókortól a saját koráig. Elsősorban a Fátimidákat és a mamlúkokat illetően értékes forrás, de a művelődéstörténet szempontjából is rendkívüli értékű információkat őrzött meg (pl. a különféle népszokásokról, ünnepségekről, intézményekről). Számos más műve között említésre érdemes a Fátimidákról szóló „Az egyistenhívők figyelmeztetése a fátimida imám-kalifák történeteire” (Ittiáz al-hunafá bi-ahbár al-aimma al-fátimijjín al-hulafá), valamint az Ajjúbidák és a Mamlúk Birodalom korát feldolgozó „A királyok megismeréséhez vezető utak” (Asz-szulúk li-maarifat al-mulúk). Világtörténeti munkát is írt (al-Habar an al-basar – „Híradás az emberiségről”), bár ezt nem tudta befejezni, hasonlóan életrajzgyűjteményeihez (Durar al-ukúd – „A nyakláncok gyöngyei”, Mukaffa – „Küldött”).
Számos más műve is ismert, nem csak történelmi témában. Feldolgozta az Omajjádok és Abbászidák szembenállásának okait, Mohamed próféta életének egyes aspektusait, az egyiptomi arab törzsek történetét, az egyiptomi éhínségeket, a pénzek és mértékek történetét, de egyebek mellett írt a méhekről, Hadramaut és a világ földrajzáról, Etiópia muszlim uralkodóiról, az ásványokról, illetve teológiai kérdésekről.